# Teuku Edwin
Teuku Edwin conocido también como Edwin (nacido en Banda Aceh, el 14 de julio de 1970) es un cantante y presentador indonesio. Edwin se unió a Jody Sumantri para formar el dui Super Bedjo, en lo que ha lanzado un determinado número de discos y una gran frecuencia.

## Carrera
Después de graduarse en el departamento de teatro IKJ, Edwin tiene la oportunidad de revertir  su creatividad en las actividades al aire o programas en vivo. Edwin y Jody se ofrecieron para coordinar eventos fuera del programa que presentaba. Familiarizado con Jody y Edwin mientras aún estudiaba en la IKJ. Ambos obtienen grandes ideas en la captura de un evento. Uno de ellos trabajó en el programa en Indosiar por primera vez en la que un éxito. Su estilo único, compacto y que siempre llamó la atención a Ngocol Harry "Boim" de Fretes. Ellos fueron invitados para tomar parte de la serie de comedia Hari Harimau.

## Vida personal
Edwin está casado con una modelo, Lia Novita desde el 3 de junio de 2000. Este matrimonio fue bendecido con dos hijos, Cut Mala y Cut Audrey.

## Filmografía
- Alangkah Lucunya (Negeri Ini) (2010)
- Rindu Purnama (2011)